# Giro di Campania 1986
Il Giro di Campania 1986, cinquantaquattresima edizione della corsa, si svolse il 27 marzo 1986 su un percorso di 207,6 km. La vittoria fu appannaggio del tedesco Rolf Gölz, che completò il percorso in 5h28'28", precedendo gli italiani Roberto Visentini e Pierino Gavazzi.
Sul traguardo di Sorrento 89 ciclisti, su 159 partiti, portarono a termine la competizione.

## Ordine d'arrivo (Top 10)
| Pos. | Corridore         | Squadra                | Tempo    |
| ---- | ----------------- | ---------------------- | -------- |
| 1    | Rolf Gölz         | Del Tongo-Colnago      | 5h28'28" |
| 2    | Roberto Visentini | Carrera-Inoxpran       | s.t.     |
| 3    | Pierino Gavazzi   | Atala-Ofmega           | a 10"    |
| 4    | Alberto Volpi     | Sammontana-Bianchi     | s.t.     |
| 5    | Francesco Moser   | Supermercati Brianzoli | s.t.     |
| 6    | Urs Freuler       | Atala-Ofmega           | s.t.     |
| 7    | Daniele Caroli    | Ecoflam-Jollyscarpe    | s.t.     |
| 8    | Sergio Santimaria | Ariostea-Gres          | s.t.     |
| 9    | Stefano Colagè    | Dromedario-Laminox     | s.t.     |
| 10   | Dag Erik Pedersen | Ariostea-Gres          | s.t.     |